# Marius Olteanu
Marius Olteanu est un réalisateur roumain né le 15 juillet 1979 à Bucarest.

## Biographie
Marius Olteanu a étudié le cinéma en Roumanie et au Royaume-Uni avant de réaliser plusieurs courts métrages remarqués.
Son premier long métrage, Après la nuit (Monstres), sorti en 2019, a été sélectionné à la Berlinale de la même année.

## Filmographie

### Courts métrages
- 2003 : Ideile bune vin de sus
- 2008 : Reality Won't Bite
- 2007 : Sunday Afternoon
- 2009 : Why Don't You Dance ?
- 2015 : Tie
- 2017 : No Man's Land

### Long métrage
- 2019 : Après la nuit